# Lacinipolia prognata
Lacinipolia prognata là một loài bướm đêm trong họ Noctuidae.